# Juli (distrito)
Juli é um distrito do Peru, departamento de Puno, localizada na província de Chucuito.
Em 1576, os jesuítas fundaram uma redução no lugar, que tinha como objetivo evangelizar nativos da etnia aimará, que residiam nas margens do Lago Titicaca

## Transporte
O distrito de Juli é servido pela seguinte rodovia:
- PE-3S, que liga o distrito de La Oroya à Ponte Desaguadero (Fronteira Bolívia-Peru) - e a rodovia boliviana Ruta 1 - no distrito de Desaguadero (Região de Puno)
- PU-128, que liga as rodovias PE-38A e  PE-3S
- PU-129, que liga a cidade ao distrito de Huacullani
- PE-38A, que liga o distrito de Santa Rosa à cidade de Puno (Região de Puno) [2][3][4]